# Endrosa tristis
Endrosa tristis là một loài bướm đêm thuộc phân họ Arctiinae, họ Erebidae.